# Olavsrose (Kulturerbe)

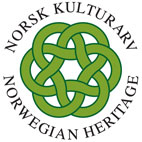
Olavsrose, Logo des Norsk Kulturarv

Die Olavsrose ist ein Gütesiegel, das von der Stiftung Norsk Kulturarv (Norwegisches Kulturerbe) für Erlebnisangebote ausgelobt wird.
Ausgezeichnet wird die Darstellung und die Bewahrung eines kulturhistorischen Wertes und wie dieser vermittelt wird. Dem Erhalt der Auszeichnung folgen jährliche Kontrollen und Berichterstattungen. Sollten die Voraussetzungen nicht mehr erfüllt sein, kann der Preis wieder entzogen werden. Um die Auszeichnung zu erhalten, muss sich beworben und ein Antrag gestellt werden. Anträge von Dritten werden nicht berücksichtigt. Nach Erhalt kann die Auszeichnung zur Profilierung und zu Marketingzwecken herangezogen werden.
Das Symbol der Auszeichnung ist die Olavsrose, ein traditionelles Ornament der norwegischen Volkskunst. Das Symbol ist grün und die Umschrift lautet Norsk Kulturarv – Norwegian Heritage (Norwegisches Kulturerbe). Das Zeichen wurde 1996 als Warenzeichen für das norwegische Kulturerbe eingetragen.
Seit 2010 wurden 131 Auszeichnungen verliehen. Darunter befinden sich Seilbahnen, Leuchttürme, Fischerdörfer, Übernachtungsmöglichkeiten, Gaststätten, Almhütten, historische Hotels, Fischerhütten und alte Eisenbahnen. Außerdem gibt es Ehrungen, die Industriegeschichte, Handwerkstraditionen und Kulturveranstaltungen betreffen.

## Auszug der Ehrungen
- Dalen Hotel, Telemark
- Dampfschiff Bjoren

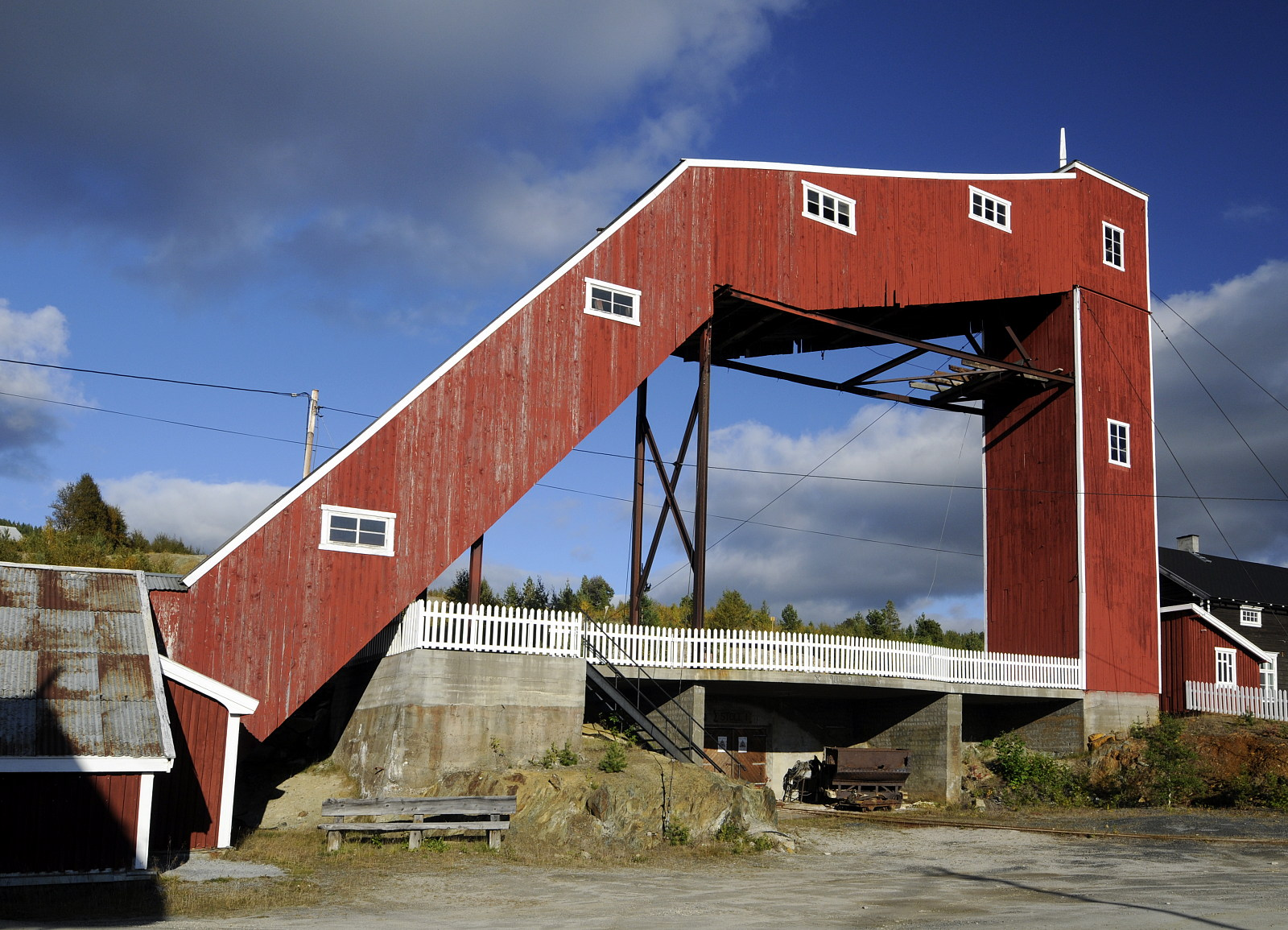
Folldal gruver, Hedmark, 2010

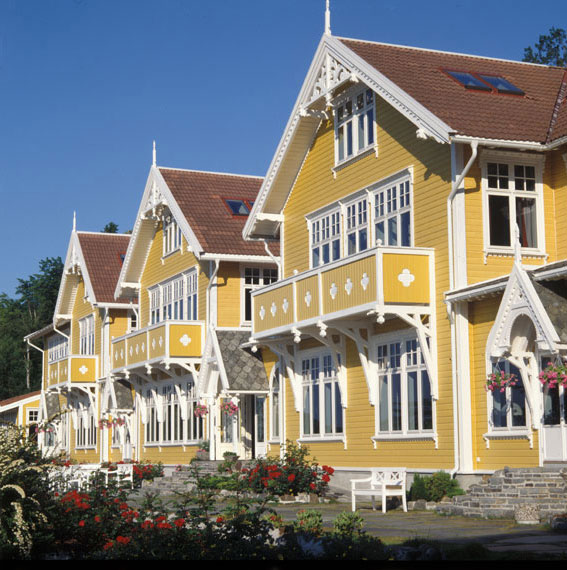
Solstrand Hotel & Bad, Hordaland

- Folldal Gruver (Bergwerk), Innlandet
- Fetsund Lenser (Flößereimuseum und Naturcenter), Akershus
- Fausko Skysstasjon (Posthalterei), Buskerud
- Gamalost, Sauermilch-Schimmelkäse aus Vik[3]
- Gamle Hvam Museum, Akershus
- Kloster Utstein, Rogaland
- Krøderbanen, Buskerud
- Norsk Design- og Arkitektursenter (Norwegisches Design- und Architekturcenter), Oslo
- Numedalsbanen (Eisenbahnstrecke), Buskerud
- Ryvarden fyr (Leuchtturm), Rogaland
- Setesdalsbanen (Eisenbahnstrecke), Agder
- Skibladner (Schiff), Innlandet
- Solstrand Hotel & Bad, Bjørnafjorden, Vestland
- Southern Actor (Walfangschiff)
- Søre Harildstad, Innlandet
- Stadtpark in Mosjøen, Nordland